# Pirimidina
As pirimidinas são compostos orgânicos semelhantes ao benzeno, mas com um anel heterocíclico: dois átomos de nitrogénio substituem o carbono nas posições 1 e 3.
Três das bases dos ácidos nucleicos, a citosina, a timina e o uracila, são derivados pirimídicos. No ADN, as duas primeiras formam pontes de hidrogénio com as purinas complementares.

## Síntese de Pirimidinas emSaccharomyces cerevisiae
A síntese de pirimidinas inicia-se com a formação de carbamoil-fosfato a partir do ATP, dióxido de carbono e glutamina. O carbamoil-fosfato é posteriormente ligado ao aspartato - com a libertação do fosfato - originando o carbamoiil-aspartato, em seguida,  uma reação catalisada pela di-hidrorotase forma o di-hidrorotato. Depois de se formar o anel cíclico, irá ocorrer uma desidrogenação,na qual o di-hidrorotato é convertido em orotato, este irá reagir com o PRPP (fosforribosil pirofosfato),originando o ribonucleótido monofosfato de orotidina (OHP). O OHP sofre uma descarboxilação dando origem ao monofosfato de uridina (UMP) que vai sofrer duas fosforilações consecutivas, sendo o grupo fosfato obtido do ATP e obtém-se o trifosfato de uridina (UTP) dando origem ao CTP por meio da enzima CTPsintase.
Em leveduras, estes dois passos são catalisados por dois domínios enzimaticamente ativos da mesma proteínas (Ura2p) - Carbamoil-fosfato sintetase e aspartato carbamoiltransferase, respectivamente. Estes domínios enzimáticos, da mesma proteína, são codificados por um longo gene, designado por URA2. O passo seguinte consiste na circularização da molécula, para tal ocorre a libertação de uma molécula de água do carbamoil-aspartato ocorrendo a formação do dihidroorotato. Esta reacção é executada pela enzima dehidroorotase (codificada pela enzima URA4).

## Derivados da pirimidina
| Fórmula   | Nome              | Esquema | R²    | R4   | R5 | R6 |
| --------- | ----------------- | ------- | ----- | ---- | -- | -- |
| C4H5N3O   | Citosina          |         | =O    | –NH2 | –H | –H |
| C4H4N2O2  | Uracil            | =O      | =O    | –H   | –H |    |
| C4H3FN2O2 | Fluorouracil      | =O      | =O    | –F   | –H |    |
| C5H6N2O2  | Timina            | =O      | =O    | –CH3 | –H |    |
| C4H4N2O3  | Ácido barbitúrico | =O      | =O    | –H   | =O |    |
| C5H4N2O4  | Ácido orótico     | =O      | –COOH | –H   | =O |    |